# Inês da Áustria, Rainha da Hungria
Inês da Áustria ou Inês de Habsburgo (em alemão:  Agnes; Viena, 18 de maio de 1281 — Königsfelden, 10 de junho de 1364) foi princesa da Áustria por nascimento, e rainha consorte da Hungria pelo seu casamento com André III da Hungria.

## Família
Inês foi a segunda filha e criança nascida do rei Alberto I da Germânia e de Isabel de Gorizia-Tirol. Os seus avós paternos eram Rodolfo I da Germânia e Gertrudes de Hohenburg. Os seus avós maternos eram Mainardo II, Duque da Caríntia e Isabel da Baviera, que foi rainha da Germânia até a morte de seu primeiro marido, Conrado IV da Germânia.

## Biografia
Inês não gostava de torneios, mas gostava de sermões. Como tinha uma estatura pequena, ela costumava usar os vestidos que suas irmãs não queriam mais, o que lhe rendeu elogios por sua modéstia.
Aos 15 anos, Inês casou-se com o rei André III, de aproximadamente 31 anos de idade, no dia 13 de fevereiro de 1296, na cidade de Viena. André era filho de Estêvão, o Póstumo e de sua esposa, Tomasina Morosini, uma nobre italiana.
Eles não tiveram filhos. Contudo, a rainha teve uma enteada, Isabel de Töss, filha da primeira esposa do rei, Fenena de Cujávia. Com a morte de André III, em 14 de janeiro de 1301, a princesa se tornou o único membro da Casa de Arpades.

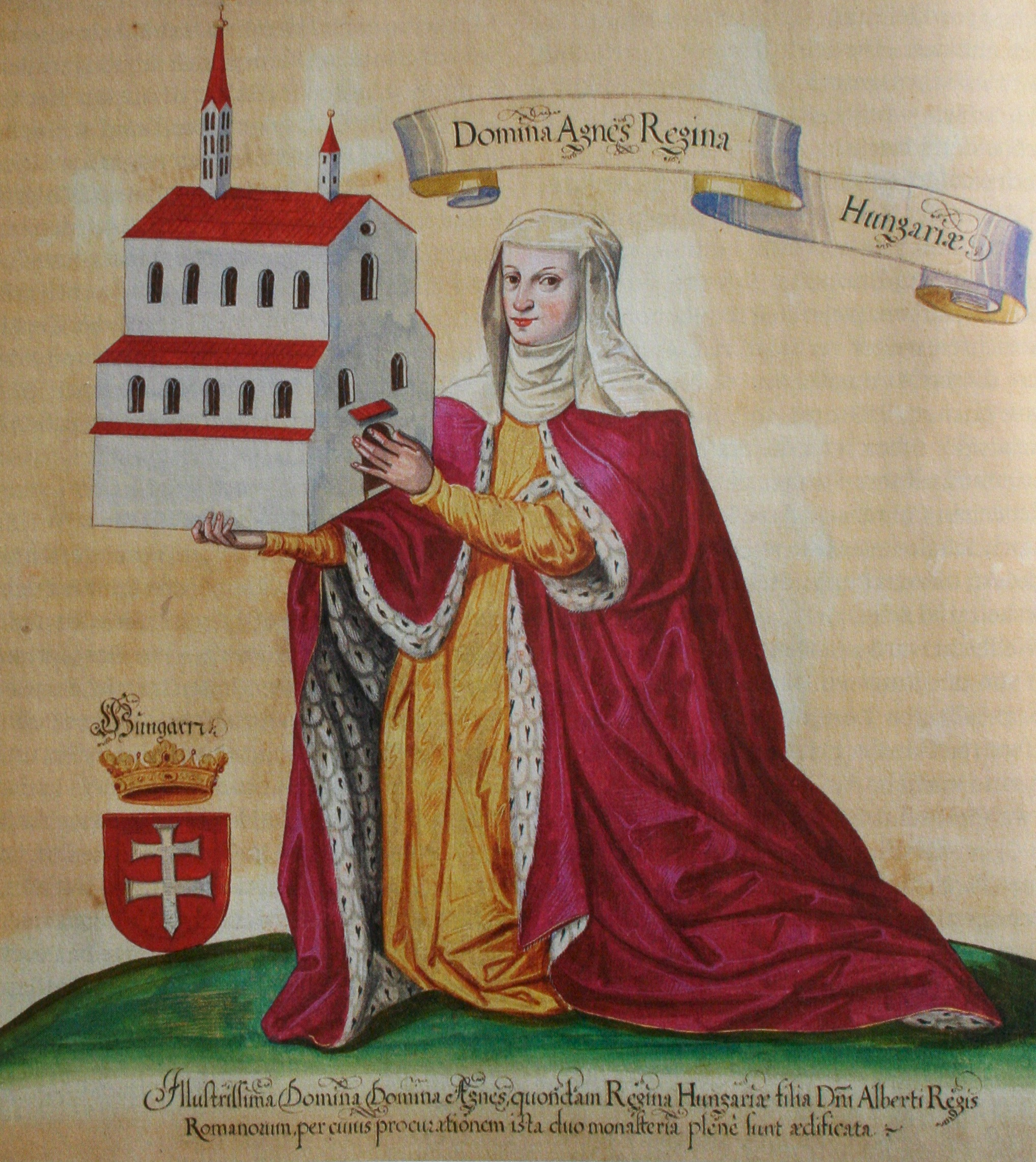
Inês com uma miniatura do Mosteiro de Königsfelden.

Após a morte de marido, a princesa retornou a Áustria, e conseguiu levar consigo, Isabel, de apenas oito anos, além de tesouros da Hungria. Junto com sua mãe, fundou o Mosteiro de Königsfelden da Ordem dos Franciscanos, no então Condado de Tirol, em memória de seu pai, Alberto, no local em que ele foi assassinado pelo sobrinho, o duque João da Suábia.
A ex-rainha e Isabel passaram a viver em uma pequena casa ao lado do mosteiro. Viúva, ela levava uma vida modesta e dedicada a orações, similar a de freiras.
Isabel, que havia sido noiva do rei Venceslau III da Boêmia, ficou noiva do Henrique, o Amigável, irmão favorito de sua madrasta. Porém, eles não se casaram, e Inês a colocou no Mosteiro de Töss, onde foi freira.
De acordo com a Königsfelden chronicle do século XIV, ela era uma mulher piedosa e humilde. Contudo, segundo Aegidius Tschudi na obra Chronicon helveticum, hoje considerada propaganda contra os Habsburgos, para se vingar do assassinato do pai, Inês ordenou a expulsão e execução de mil pessoas, composta pelas famílias e seguidores dos assassinos.
Ela aparentemente era politicamente ativa, além de servir como conselheiras de seus irmãos, que costumavam lhe pedir conselhos. Em 1351, ela mediou um tratado de paz num conflito, conhecido como Gümmenenkrieg, entre o duque Alberto II da Áustria, seu irmão, e a Antiga Confederação Helvética. Já em 1351, ela ajudar a resolver uma disputa entre as cidades de Basileia e Bremen, na atual Alemanha.
A princesa Inês faleceu em 10 de junho de 1364, aos 83 anos, e foi enterrada no Mosteiro de Königsfelden, na atual Suíça.